# Wereldkampioenschappen moderne vijfkamp 2019
De wereldkampioenschappen moderne vijfkamp 2019 werden gehouden in Boedapest in Hongarije.

## Medailles

### Mannen
| Onderdeel   | Goud                                      | Goud | Zilver                                     | Zilver | Brons                                    | Brons |
| ----------- | ----------------------------------------- | ---- | ------------------------------------------ | ------ | ---------------------------------------- | ----- |
| Individueel | FRA Valentin Belaud                       | 1468 | GBR Joseph Choong                          | 1453   | KOR Jun Woong-tae                        | 1452  |
| Team        | KOR Jun Woong-tae Jung Jin-hwa Lee Ji-hun | 4309 | HUN Bence Demeter Róbert Kasza Ádám Marosi | 4272   | GBR Joe Choong James Cooke Thomas Toolis | 4258  |
| Estafette   | GER Patrick Dogue Alexander Nobis         | 1506 | KOR Jun Woong-tae Jung Jin-hwa             | 1482   | RUS Danil Kalimoellrich Aleksandr Lesoen | 1475  |

### Vrouwen
| Onderdeel   | Goud                                                      | Goud | Zilver                                        | Zilver | Brons                                              | Brons |
| ----------- | --------------------------------------------------------- | ---- | --------------------------------------------- | ------ | -------------------------------------------------- | ----- |
| Individueel | BLR Volja Silkina                                         | 1368 | ITA Elena Micheli                             | 1357   | GBR Kate French                                    | 1357  |
| Team        | BLR Volja Silkina Anastasia Prokopenko Iryna Prasiantsova | 4007 | GBR Kate French Joanna Muir Francesca Summers | 3991   | GER Rebecca Langrehr Janine Kohlmann Annika Schleu | 3933  |
| Estafette   | MEX Mariana Arceo Mayan Oliver                            | 1338 | HUN Luca Barta Kamilla Réti                   | 1329   | KOR Jeong Mi-na Kim Un-ju                          | 1326  |

### Gemengd
| Onderdeel | Goud                               | Goud | Zilver                             | Zilver | Brons                                  | Brons |
| --------- | ---------------------------------- | ---- | ---------------------------------- | ------ | -------------------------------------- | ----- |
| Estafette | EGY Eslam Hamad Salma Abdelmaksoud | 1463 | FRA Valentin Belaud Élodie Clouvel | 1454   | BLR Ilya Palazkov Anastasia Prokopenko | 1448  |

### Medaillespiegel
| Plaats | Land                | Goud | Zilver | Brons | Totaal |
| 1      | Wit-Rusland         | 2    | 0      | 1     | 3      |
| 2      | Zuid-Korea          | 1    | 1      | 2     | 4      |
| 3      | Frankrijk           | 1    | 1      | 0     | 2      |
| 4      | Duitsland           | 1    | 0      | 1     | 2      |
| 5      | Hongarije           | 1    | 0      | 0     | 1      |
|        | Mexico              | 1    | 0      | 0     | 1      |
| 7      | Verenigd Koninkrijk | 0    | 2      | 2     | 4      |
| 8      | Hongarije           | 0    | 2      | 0     | 2      |
| 9      | Italië              | 0    | 1      | 0     | 1      |
| 10     | Rusland             | 0    | 0      | 1     | 1      |
| Totaal | Totaal              | 7    | 7      | 7     | 21     |